# The Best Damn Thing (canción)
«The Best Damn Thing» es el nombre del cuarto sencillo de la cantante canadiense Avril Lavigne de su disco The Best Damn Thing. Este fue confirmado por Dr. Luke en un foro de un fansite oficial y por último por Sony BMG, la disquera oficial de Avril Lavigne.
La canción tiene influencias estilo música de porristas de secundaria, con un aspecto más roquero, rebelde e irreverente, musicalmente presenta riffs de guitarras estilo punk, incluyendo cambios de ritmo y con un ritmo y lírica muy juvenil new wave. Ya ha sido confirmado un video musical para el sencillo, que fue grabado el 28 de febrero de 2008.

## Video musical
El video musical de «The Best Damn Thing» fue dirigido por Wayne Isham. El video para este cuarto sencillo fue estrenado en una presentación que Avril dio en Kelowna en su The Best Damn Tour.
En este video se ve a Avril cantando y tocando con su banda en un callejón, las porristas punk y la representación de cenicienta roquera esperando a su príncipe azul en un sillón. El video se estrenó el 4 de abril de 2008 en MTV Italia. El vídeo de «The Best Damn Thing» se estrenó el 9 de abril de 2008 en la página Imeem de Avril Lavigne.

## Posicionamiento en listas
| Listas (2008)                                   | Mejor posición |
| ----------------------------------------------- | -------------- |
| Alemania (Official German Charts)               | 64             |
| Austria (Ö3 Austria Top 40)                     | 51             |
| Bélgica (Ultratop 50) Flanders                  | 14             |
| Bélgica (Ultratop 50) Wallonia                  | 18             |
| Canadá (Canadian Hot 100)                       | 76             |
| Canadá (CHR/Top 40)                             | 22             |
| Estados Unidos (Bubbling Under Hot 100 Singles) | 7              |
| Estados Unidos (Pop 100)                        | 81             |
| República Checa (Rádio Top 100)                 | 84             |

## Certificaciones
| País (organismo certificador) | Certificación | Unidades certificadas |
| ----------------------------- | ------------- | --------------------- |
| Brasil (Pro-Música Brasil)    | Platino       | 100 000               |